# Asesinato de Sherri Ann Jarvis
Sherri Ann Jarvis (9 de marzo de 1966 - 1 de noviembre de 1980) fue una víctima de asesinato estadounidense de Forest Lake, Minnesota, cuyo cuerpo fue descubierto en Huntsville, Texas el 1 de noviembre de 1980. Su cuerpo fue descubierto a las pocas horas de su agresión sexual y asesinato, y permaneció sin identificar durante 41 años hasta que los investigadores anunciaron su identificación a través de la genealogía forense en noviembre de 2021.
A pesar de los esfuerzos iniciales por descubrir tanto su identidad como la de su(s) asesino(s), la investigación del asesinato de Jarvis se convirtió gradualmente en un caso frío. Se realizaron numerosos esfuerzos para determinar su identidad, incluyendo varias reconstrucciones faciales forenses de cómo podría haber lucido en vida. La investigación de su asesinato sigue en curso.
Antes de su identificación, Jarvis era conocida como Walker County Jane Doe (Jane Doe del Condado de Walker o la desconocida del Condado de Walker) en referencia al condado en el que se descubrió su cuerpo y donde más tarde fue enterrada en un ataúd donado.

## Descubrimiento
El sábado 1 de noviembre de 1980, el cuerpo desnudo de una chica de entre 14 y 18 años fue descubierto por un camionero que pasaba por el bosque nacional Sam Houston. Estaba tendida boca abajo en un área de hierba aproximadamente a 6,1 metros del arcén de la autopista Interestatal 45, y a solo dos millas al norte de Huntsville. Este conductor llamó a la policía a las 9:20 a. m. para informar de su descubrimiento.
La víctima llevaba muerta aproximadamente seis horas, por lo que la hora del fallecimiento fue alrededor de las 3:20 a. m., portaba en el cuello un collar de cadena fina de oro y un colgante marrón rectangular que contenía una piedra de vidrio de color marrón o azul ahumado. Sus orejas estaban perforadas, aunque no se encontraron aretes en sus orejas ni en la escena del crimen. También se recuperaron de la escena unas sandalias de cuero rojo de tacón alto con correas de color marrón claro, que posteriormente los investigadores descubrirían que la joven había sido vista calzando mientras estaba viva, aunque faltaba el resto de su ropa.

### Autopsia

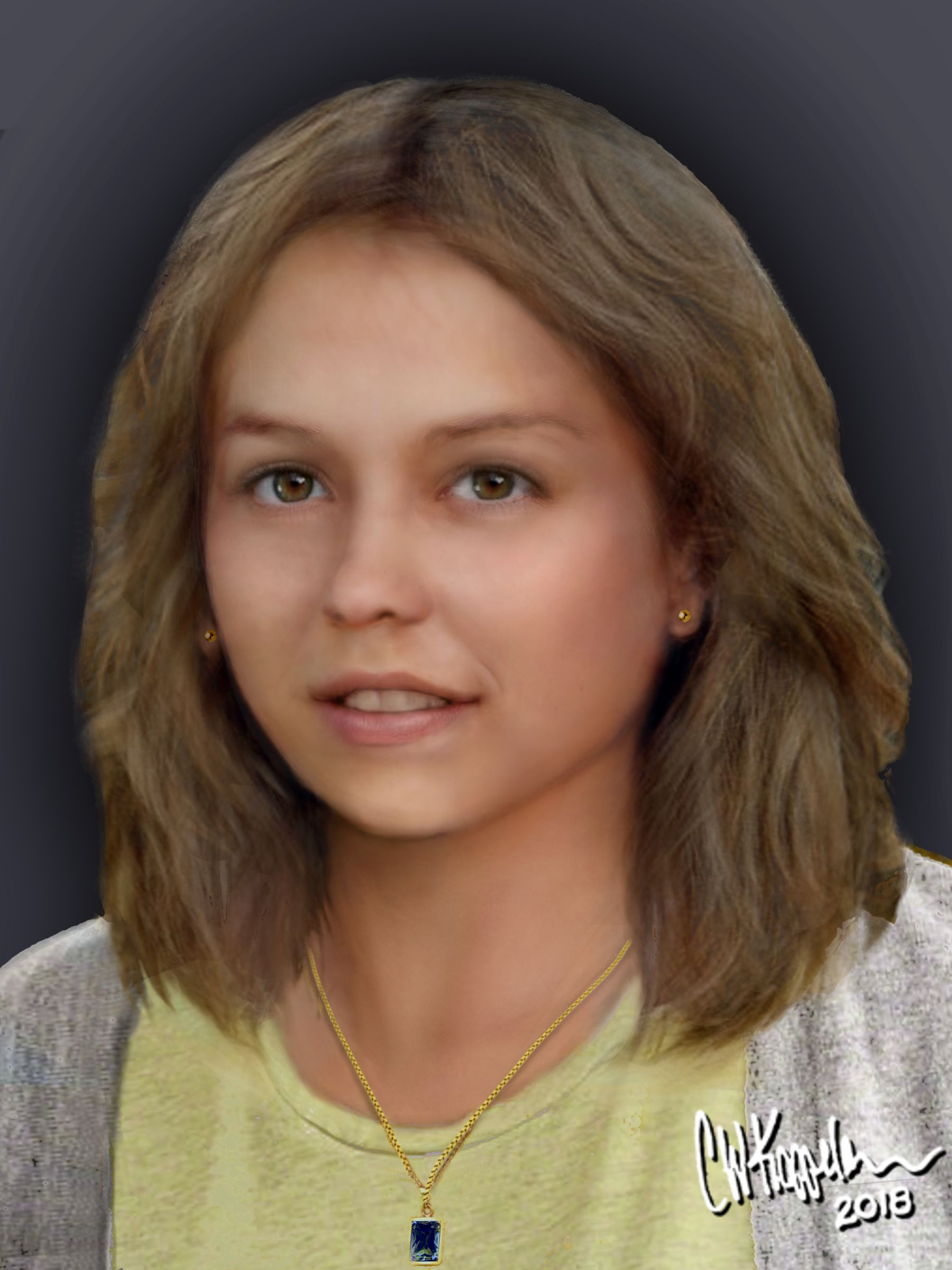
Reconstrucción facial forense de la Jane Doe del Condado de Walker.

La fallecida medía aproximadamente 1,65 metros de altura, pesaba entre 47 y 54 kg, y el médico forense del condado de Harris la describió como una persona «bien alimentada». Sus ojos eran de color avellana, y su cabello tenía una longitud de aproximadamente 25 cm y era de color castaño claro, con lo que se ha descrito como un posible tinte rojizo, aunque su cabello no mostraba evidencia de haber recibido tratamiento de color. La difunta tenía las uñas de los pies pintadas de color rosa. Los rasgos distintivos de su cuerpo eran una cicatriz vertical de un centímetro en el borde de su ceja derecha y el hecho de que su pezón derecho estaba invertido. Debido al estado general del cuerpo de la fallecida, incluida su salud general, nutrición y la excelente atención dental que había recibido en vida, se creía que provenía de un hogar de clase media.
La causa de la muerte fue certificada por el forense como asfixia debida a estrangulación por ligadura, posiblemente infligida mediante unas pantimedias, fragmentos de la cual, junto con la ropa interior de la difunta, se encontraron dentro de la cavidad vaginal de la víctima. Es probable que las pantimedias y la ropa interior hayan sido colocadas dentro de la vagina de la joven en un intento de evitar que su cuerpo sangrara mientras era transportado al lugar de su descubrimiento, ya que antes de su muerte había sido brutalmente agredida con un instrumento grande y contundente tanto por vía vaginal como anal. Se desconoce si la joven había sido antes violada de forma convencional, ya que no se descubrió evidencia biológica que atestigüe esta forma de agresión ni en la escena del crimen ni en el examen posterior del cuerpo por parte del forense. Además, también había recibido una fuerte paliza antes de morir, ya que eran evidentes numerosos moratones por todo el cuerpo, con los labios y el párpado derecho, en particular, muy hinchados. Además, el hombro derecho de la fallecida presentaba una marca de mordedura profunda y visible.

## Investigación

### Avistamientos

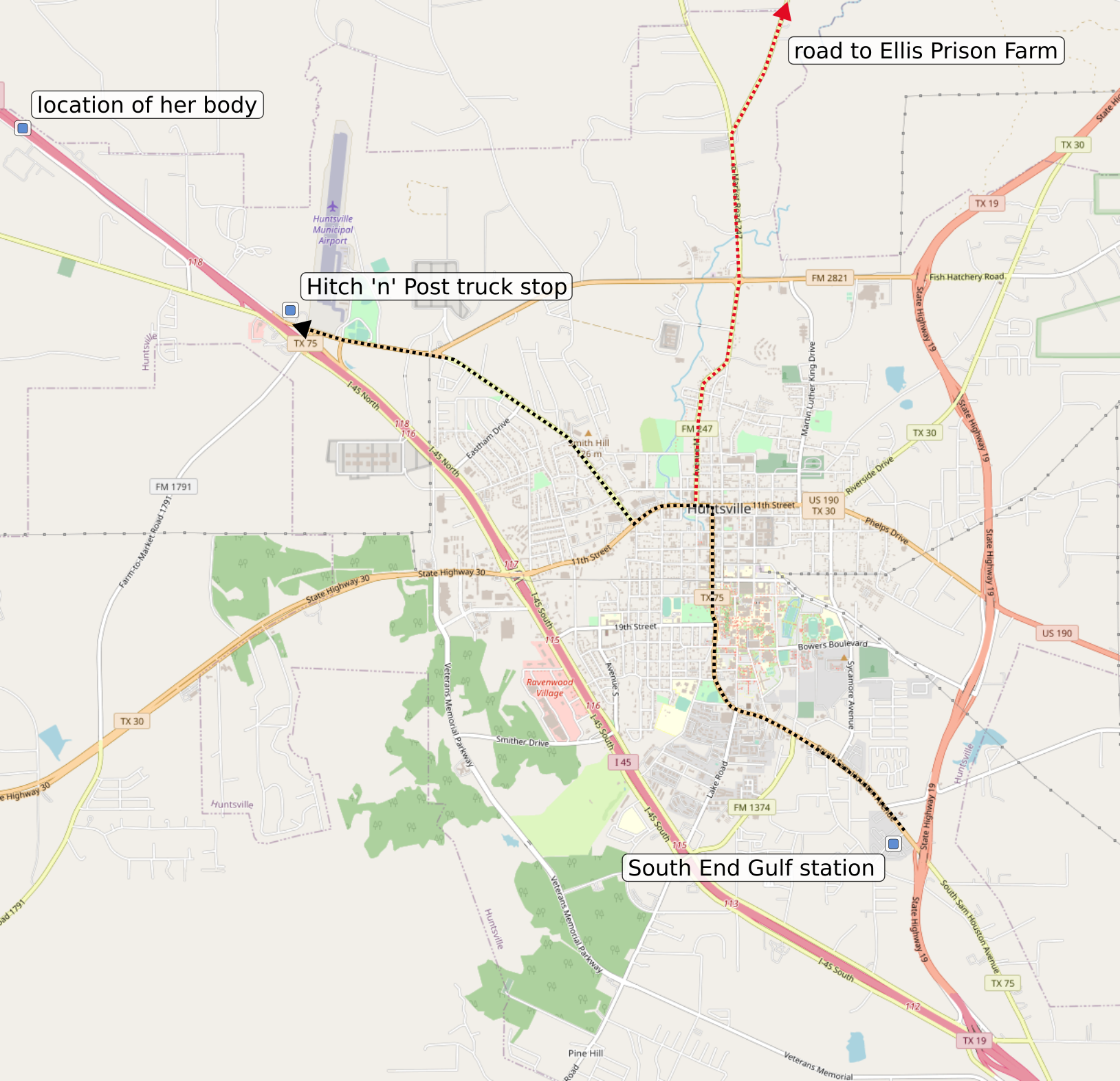
Los probables movimientos de Jarvis antes de su asesinato y la ubicación de su cuerpo. La línea de puntos negra indica una ruta probable tomada según los relatos de testigos presenciales; la línea de puntos roja marca la dirección a la prisión Ellis Farm.

Tras un exhaustivo llamamiento a posibles testigos y una amplia cobertura en los medios de comunicación sobre este asesinato, numerosas personas informaron a los investigadores que habían visto a una adolescente que coincidía con la descripción de la difunta dentro de las 24 horas anteriores a su asesinato. Entre estas personas se encontraban el gerente de una gasolinera de South End Gulf y dos empleados en la parada de camiones Hitch 'n' Post, todos los cuales describieron una chica vistiendo vaqueros azules, un jersey amarillo sucio y un cárdigan de punto, color blanco con bolsillos notablemente grandes que bajaba más allá de su cintura. Esta chica llevaba unas sandalias rojas de tacón alto con tiras de cuero.

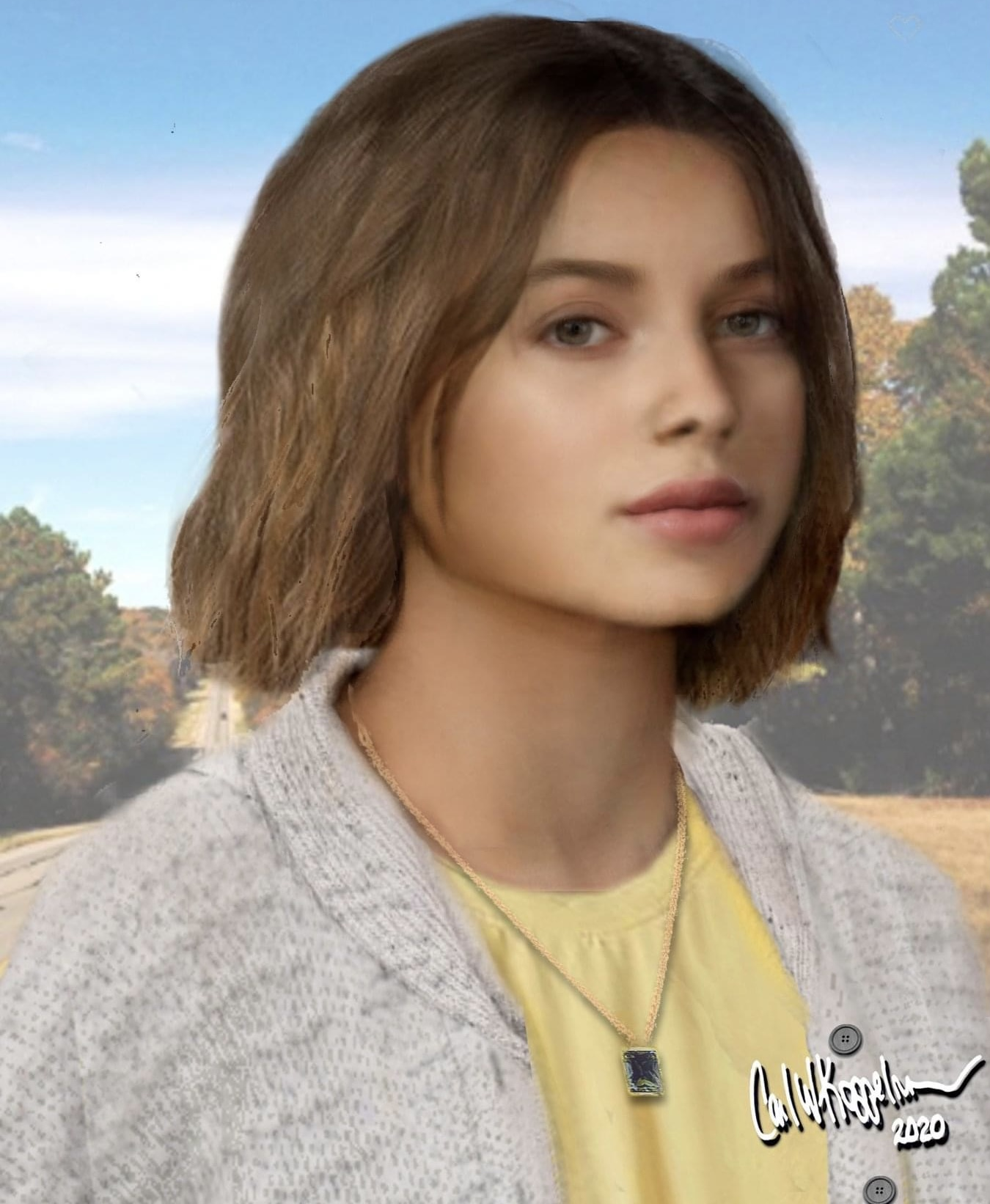
Reconstrucción de tres cuartos de la víctima, que ilustra el collar encontrado en su cuerpo y la chaqueta de punto que los testigos presenciales informaron que llevaba puesta.

Según el primer testigo, la chica -que lucía algo desaliñada- había llegado a la estación de servicio South End Gulf aproximadamente a las 18:30 horas del 31 de octubre. En este lugar, se había bajado de un Chevrolet Caprice azul modelo 1973 o 1974 con capota de color claro, conducido por un varón blanco. Este testigo declaró que la joven había pedido indicaciones para llegar a la Prisión Ellis Farm del Departamento de Correcciones de Texas. Después de recibir las indicaciones, la chica había salido de la estación de Gulf a pie, y más tarde fue vista caminando hacia el norte por la Avenida Sam Houston.
Esta misma chica fue vista más tarde en la parada de camiones Hitch 'n' Post junto a la Interestatal 45, donde volvió a pedir indicaciones para llegar a la prisión de Ellis Farm del Departamento de Correcciones de Texas, alegando que "un amigo" la estaba esperando en ese lugar. En respuesta, una camarera le dibujó un mapa con indicaciones para llegar a la prisión que luego le entregó. Esta camarera informó a los investigadores de que había sospechado que la chica era una fugitiva y que en su breve conversación, le había comentado que era de Rockport o de Aransas Pass, Texas. La chica también le había asegurado a esta camarera que tenía 19 años; cuando la camarera expresó dudas sobre su edad y preguntó si sus padres sabían su paradero, esta joven supuestamente respondió: "¿A quién le importa?".

### Prisión de Ellis Farm
Tanto los reclusos como los empleados de la prisión Ellis Farm fueron entrevistados y se les mostraron fotografías de la víctima en la morgue, aunque ninguno pudo identificarla. Según un detective, solo un recluso tenía una edad similar a la de la víctima, aunque los investigadores nunca pudieron establecer una conexión entre ambos. Los investigadores también viajaron a los distritos de Rockport y Aransas Pass para conversar con el personal policial sobre cualquier mujer desaparecida cuya descripción física coincidiera con la de la víctima. Los investigadores también se pusieron en contacto con el personal de las escuelas de ambos distritos con el mismo propósito, y se buscó en numerosos anuarios de secundaria de Texas en busca de cualquier mujer desaparecida cuyas características físicas coincidieran con su descripción. Todas estas líneas de investigación no dieron fruto, y ninguna denuncia de desaparición relacionada con mujeres jóvenes caucásicas coincidió con la víctima en ese momento.
Cuando los llamamientos de la policía y los medios de comunicación en las ciudades de Rockport o Aransas Pass para descubrir la identidad de la víctima no dieron ninguna pista fructífera en cuanto a su identidad, se pensó que podría ser originaria de la región en general que había declarado a la camarera de la parada de camiones Hitch 'n' Post, la noche anterior a su asesinato.

## Funeral
El 16 de enero de 1981, la joven no identificada tras un funeral con el ataúd abierto fue enterrada en Adickes Addition en el Oakwood Cemetery, situado en la ciudad donde se encontró su cuerpo. Está enterrada bajo una lápida donada por Morris Memorials; la inscripción en la lápida decía: "Mujer blanca desconocida. Murió el 1 de noviembre de 1980".
Una vez ya identificada en 2021, se erigió una nueva lápida con su nombre, apodo, fotografía y la inscripción "Nunca sola y amada por muchos".

## Investigación en curso

### Más análisis forense
Los restos de la desconocida del condado de Walker fueron exhumados en 1999 para realizar un nuevo examen forense adicional, incluyendo la obtención de una muestra de ADN del cuerpo. Este segundo examen forense revisó la edad probable entre 14 y 18 años, y los investigadores afirmaron que creían que la edad más probable de la Jane Doe del condado de Walker era entre los 14 años y medio y los 16 años y medio.
En noviembre de 2015, el caso fue reabierto oficialmente por la Oficina del Sheriff del Condado de Walker.
También se realizaron pruebas de ADN a las sandalias de cuero rojo de tacón alto encontradas en la escena del crimen; los resultados de esta prueba siguen sin revelarse. Los departamentos de policía locales también monitorearon activamente otros informes de personas desaparecidas en busca de posibles coincidencias con la víctima. Los investigadores también se pusieron en contacto con el público a través de varios sitios web, medios de comunicación y cadenas de televisión con la esperanza de generar más pistas de investigación, que, hasta la fecha, no han servido para identificar al asesino o asesinos.

### Reconstrucción facial
Se han creado varias reconstrucciones faciales forenses para ilustrar las estimaciones de cómo pudo haber sido Jane Doe del condado de Walker en vida. En 1990, la retratista forense Karen T. Taylor creó un dibujo post mortem de la Jane Doe del condado de Walker en el que incorporó el collar que había estado usando. Un investigador de la oficina del alguacil del condado de Walker también creó una representación facial de la víctima.
Taylor ha incluido este caso en su libro Forensic Art and Illustration (Arte e Ilustración Forense), en el que confesó haber experimentado dificultades para crear su boceto de la difunta, ya que la única fotografía frontal que tuvo a su disposición en ese momento fue una tomada después de que la víctima hubiera recibido un extenso tratamiento cosmético reconstructivo en la funeraria Huntsville para que sus rasgos faciales fueran suficientes para ser vistos en un funeral con ataúd abierto. Taylor explicó además que no se le proporcionó una fotografía a escala del collar de la chica, por lo que se vio obligada a adivinar el tamaño de esta joya para la reconstrucción facial que realizó.
Dentro de la década anterior a la identificación de la Jane Doe del condado de Walker, el National Center for Missing & Exploited Children (Centro Nacional para Niños Desaparecidos y Explotados) realizó y publicó dos reconstrucciones faciales más de cómo la víctima pudo haber parecido en vida. La primera reconstrucción facial se estrenó en 2012 y la segunda poco después del 35.º aniversario de su asesinato. Todas las reconstrucciones faciales se crearon con la ayuda del estudio de fotografías mortuorias tomadas de la víctima.

## Identificación

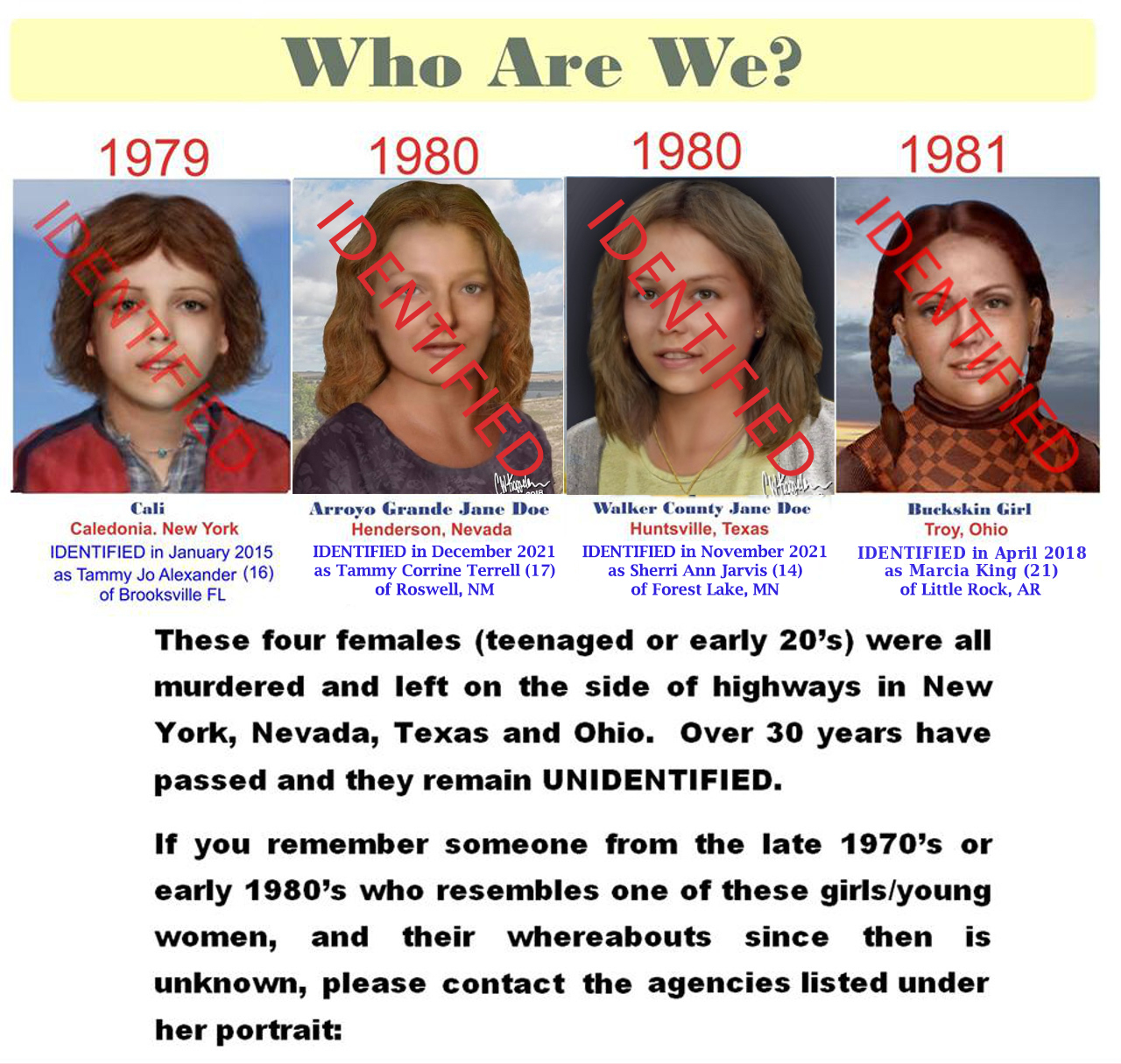
Una serie de cuatro mujeres jóvenes no identificadas cuyos rostros han sido reconstruidos forensemente, todas las cuales han sido identificadas desde entonces. Sherri Jarvis se representa en segundo lugar a la derecha.
Las otras son Tammy Alexander, Tammy Terrell y Marcia King.

En 2020, la Oficina del Sheriff del Condado de Walker se asoció con Othram Incorporated para intentar identificar a la Jane Doe del condado de Walker mediante la genealogía genética. Los intentos iniciales de extraer materiales genéticos utilizables de sus restos no tuvieron éxito, pero las pruebas realizadas en sus muestras de tejido conservadas produjeron ADN utilizable, que se utilizó para generar un perfil genético de la víctima y construir un árbol genealógico. Mediante este se identificaron y localizaron los parientes vivos de la víctima. Las muestras de ADN de estas personas se utilizaron para confirmar la identidad de la Jane Doe del Condado de Walker en 2021.
El 9 de noviembre de 2021, la Oficina del Sheriff del Condado de Walker anunció públicamente la identidad de la Jane Doe del Condado de Walker como Sherri Ann Jarvis, de 14 años, que había huido de su casa en Stillwater, Minnesota en 1980. Su identificación se había anunciado previamente a finales de septiembre de 2021 por el artista forense Carl Koppelman, quien había producido varias reconstrucciones forenses de la víctima, y quien anunció que su identidad se ocultaría temporalmente para darle a su familia tiempo suficiente para llorarla en privado.
Entre sus amigos era conocida como «Tati»; fue apartada de su entorno familiar y puesta bajo custodia del estado a los 13 años debido a su habitual absentismo escolar pero se había fugado poco después de cumplir 14 años. Su último contacto con su familia fue a través de una carta escrita a su madre desde Denver en agosto de 1980. En esta carta, indicaba su frustración por haber sido puesta bajo custodia estatal, pero también sus intenciones de finalmente regresar a casa. En este anuncio oficial, se leyó un comunicado de su familia, agradeciendo la dedicación de todos los que habían trabajado para identificar a la niña y «brindar las respuestas tan esperadas, aunque dolorosas» a sus preguntas sobre su paradero, agregando que se consolaban con el hecho de que había sido identificada. Esta declaración también agradeció a quienes visitaron su tumba mientras ella permanecía sin identificar y enfatizó el deseo de la familia de que su(s) asesino(s) sea(n) llevado(s) ante la justicia.
La investigación sobre el asesinato de Jarvis continúa en curso, y los investigadores han declarado que el descubrimiento de su identidad les ha dado «algunas pistas positivas» de investigación que están siguiendo activamente.

## Otras hipótesis
Género del perpetrador
Algunas personas han especulado con la posibilidad de que Sherri Jarvis pudo haber sido asaltada y asesinada por una agresora femenina en lugar de un hombre. Esta hipótesis fue sugerida inicialmente por un periodista llamado Michael Hargraves, quien basó esta suposición en el hecho de que no se encontró semen sobre o dentro del cuerpo de Jarvis, o en la escena del crimen, y que las únicas agresiones sexuales probadas de manera concluyente que fueron cometidas contra Jarvis fueron realizadas forzando agresivamente un objeto u objetos en sus orificios corporales. Hargraves elaboró su hipótesis afirmando que los hombres que cometen delitos de naturaleza sexual generalmente muerden a sus víctimas en áreas sensibles del cuerpo en lugar del hombro, como ocurrió en este caso.
También se señaló el hecho de que los hombres que cometen asesinatos con motivación sexual recogen ocasionalmente recuerdos de sus víctimas y observó que esto también era inconsistente con este caso, ya que el collar que Jarvis tenía todavía estaba presente en su cuerpo. Sin embargo, el hecho de que se desconozca si Jarvis portaba otros artículos de joyería en el momento de su asesinato, y que sus orejas estaban perforadas pero sus lóbulos no tenían aretes, puede negar esta parte de la hipótesis de Hargraves. Además, la mayor parte de la ropa de la víctima faltaba en la escena del crimen.
Vínculos con otros asesinatos
Existe la posibilidad de que Jarvis haya sido asesinada por el mismo perpetrador que otra víctima de asesinato anteriormente no identificada, conocida como "Orange Socks" (Calcetines naranjas), que fue asesinada casi exactamente un año antes que Jarvis y cuyo cuerpo fue encontrado en Georgetown, Texas. El asesino Henry Lee Lucas también ha sido nombrado como posible sospechoso en este caso, Lucas confesó inicialmente haber cometido este crimen pero la marca de mordedura encontrada en el hombro de Jarvis no coincidía con su odontología; además teniendo en cuenta que Lucas era un mitómano que confesó cientos de asesinatos que en realidad no cometió (confesó hasta 3000 asesinatos). No se ha nombrado a ningún sospechoso principal en este asesinato, aunque la policía ha considerado la posibilidad de que la víctima fuera asesinada por un asesino en serie.
En 2017, surgió la teoría de que Jarvis pudo haber sido asesinada por el mismo perpetrador que se sabe que asesinó a otras cuatro mujeres en 1980 cuyos cuerpos también fueron desechados junto a la Interestatal 45. Solo dos de estas cuatro víctimas han sido identificadas al día de hoy y todas habían sido estranguladas. Las cuatro víctimas han sido descritas por los investigadores como de "alto riesgo". Una de estas mujeres, de entre 20 y 30 años, fue localizada el 15 de octubre de 1980 en Houston. Era una mujer negra con posible ascendencia asiática y había muerto meses antes del descubrimiento de su cuerpo. Una segunda mujer también era de raza negra; su cuerpo fue descubierto debajo de un puente en Houston en diciembre de 1980, tenía entre 16 y 26 años en el momento de su asesinato.
El 29 de octubre de 1981, casi exactamente un año después de encontrarse el cuerpo de la Jane Doe del Condado de Walker, se encontró en Iola, condado de Grimes, Texas, los restos de una joven mujer blanca, con cabello rojo o castaño, de entre 13 a 19 años. La víctima llevaba fallecida entre uno a cinco años, pero además de las características físicas similares a la de la Jane Doe del Condado de Walker y que ambos condados limitan, no se ha podido encontrar ninguna otra relación entre ambos casos, y la causa de muerte de esta víctima fue por traumatismo y no estrangulamiento como en el caso del condado de Walker. Está víctima fue nombrada Grimes County Jane Doe y aún continúa sin identificar.

## Exclusiones
La información recopilada por el Sistema Nacional de Personas Desaparecidas y No Identificadas indica que las siguientes personas fueron excluidas positivamente como la Jane Doe del Condado de Walker antes de su identificación en 2021.
| Nombre                | Fecha de nacimiento      | Fecha de desaparición   | Lugar                               | Edad en fecha de la muerte de WCJD | Circunstancias |
| --------------------- | ------------------------ | ----------------------- | ----------------------------------- | ---------------------------------- | --- |
| Joyce Brewer          | 24 de enero de 1954      | 6 de septiembre de 1970 | Grand Prairie, Texas                | 26                                 | Se cree que Brewer de 15 años se escapó de casa con un novio tras una discusión con sus padres. Hasta el día de hoy no se sabe de su paradero. |
| Mary Rachel Trlica    | 15 de noviembre de 1957  | 23 de diciembre de 1974 | Fort Worth, Texas                   | 22                                 | Aparentemente secuestrada con dos amigas mientras hacían compras navideñas. A los pocos días de la desaparición de Trlica, se envió una carta a su marido en la que se afirmaba que ella y sus acompañantes viajaban a Houston. Esta carta fue escrita por una persona diestra, mientras que Trlica era zurda.                    |
| Wendy Eaton           | 26 de mayo de 1959       | 17 de mayo de 1975      | Media, Pensilvania                  | 21                                 | Eaton desapareció en Media, Pensilvania, mientras caminaba para comprar un regalo para su hermano. Su caso sigue sin resolverse. |
| Maria Anjiras         | 10 de agosto de 1961     | 12 de febrero de 1976   | Norwalk, Connecticut                | 19                                 | Una chica que se escapó de su casa en 1976. Anjiras se había llevado dinero y posesiones personales. Se sabe que Anjiras había amenazado con escaparse de casa unas semanas antes de su desaparición, aunque en esa ocasión, su padre la había disuadido de hacerlo.                                                              |
| Cindy King            | 27 de julio de 1961      | 19 de julio de 1977     | Grants Pass, Oregón                 | 19                                 | King desapareció en julio de 1977. Llevaba un retenedor cuando desapareció y tenía una cicatriz notable cerca de una de sus sienes, como la Jane Doe del Condado de Walker. |
| Tina Kemp             | 20 de octubre de 1964    | 3 de febrero de 1979    | Felton, Delaware                    | 16                                 | Vista por última vez saliendo de su casa después de ayudar a tender la ropa de la familia. Nunca se supo de Kemp desde entonces, pero se cree que fue asesinada. |
| Kimberly Rae Doss     | 11 de septiembre de 1962 | 29 de mayo de 1979      | Jacksonvill, Florida                | 18                                 | Desapareció mientras visitaba a un pariente. Se sigue especulando que pudo haber sido secuestrada por una pandilla de motociclistas, aunque no existe evidencia directa que respalde esta hipótesis. Doss tenía características físicas muy similares a las de la Jane Doe del Condado de Walker.                                 |
| Marcia Estelle Remick | 7 de mayo de 1962        | 9 de junio de 1979      | Virginia Beach, Virginia            | 18                                 | Remick desapareció cuando iba a visitar a un amigo frente al mar. Más tarde circularon rumores de que estaba viva en Florida, aunque esto nunca se ha corroborado. Se sospecha que hubo juego sucio. |
| Angela Meeker         | 9 de julio de 1965       | 7 de julio de 1979      | Tacoma, Washington                  | 15                                 | Meeker desapareció dos días antes de su 14.º cumpleaños. Fue vista por última vez en una fiesta. Su aspecto físico es muy similar al de la desconocida del condado de Walker. |
| Karen Zendrosky       | 2 de septiembre de 1963  | 23 de octubre de 1979   | Municipio de Bordentown, New Jersey | 17                                 | Zendrosky desapareció de una bolera. Su desaparición sigue sin resolverse, aunque los investigadores tienen fuertes sospechas de un juego sucio en su caso, creyendo que la ubicación más probable del cuerpo de Zendrosky es un pozo de lodo situado en Hamilton.                                                                |
| Deborah McCall        | 30 de marzo de 1963      | 5 de noviembre de 1979  | Downers Grove, Illinois             | 17                                 | Vista por última vez saliendo de su escuela en Downers Grove, Illinois. McCall tenía características físicas muy similares a las de la víctima del condado de Walker. |
| Marie Blee            | 16 de abril de 1964      | 21 de noviembre de 1979 | Craig, Colorado                     | 16                                 | Blee fue vista por última vez en una fiesta en compañía de un amigo. Se sospecha que su desaparición se debe a un juego sucio. |
| Kristy Lynn Booth     | 26 de diciembre de 1960  | 2 de febrero de 1980    | Midland, Texas                      | 19                                 | Una camarera de 19 años que fue vista por última vez en un club nocturno. Los investigadores no creen que Booth saliera de este club nocturno por voluntad propia. Su vehículo fue encontrado abandonado en la autopista 349. |
| Rachael Garden        | 30 de diciembre de 1964  | 22 de marzo de 1980     | Newton, New Hampshire               | 15                                 | Probablemente fue secuestrada cuando salía de una tienda y se dirigía a la casa de una amiga con la que pretendía pasar la noche. Fue vista por última vez hablando con tres conocidos suyos (uno de los cuales cumplió posteriormente una condena por agresión y violación) que estaban sentados en un vehículo de color oscuro. |
| Laureen Rahn          | 3 de abril de 1966       | 26 de abril de 1980     | Mánchester, New Hampshire           | 14                                 | Se cree que Rahn fue secuestrada desde o dentro de las proximidades de su casa la noche de su desaparición. No se llevó el bolso, los zapatos ni ninguna otra prenda de vestir, lo que probablemente indica que fue secuestrada de su casa por la fuerza o con engaño.                                                            |
| Roxane Easland        | c. 1956                  | 28 de junio de 1980     | Anchorage, Alaska                   | 24                                 | Una prostituta y bailarina erótica que desapareció tras salir de su apartamento para reunirse con un cliente masculino no identificado en Northern Lights Boulevard. Se cree que fue asesinada por el asesino en serie Robert Hansen.                                                                                             |
| Carla Corley          | 31 de diciembre de 1965  | 12 de agosto de 1980    | Birmingham, Alabama                 | 14                                 | Se cree que Corley fue secuestrada en su casa. Su madre descubrió la puerta principal de la familia entreabierta y signos evidentes de lucha en su cocina. Fue declarada legalmente muerta varios años después de su desaparición.                                                                                                |

## Obras citadas y lecturas adicionales
- Evans, Colin (1996). The Casebook of Forensic Detection: How Science Solved 100 of the World's Most Baffling Crimes. New York: John Wiley & Sons, Inc. ISBN 978-0-471-07650-6. (requiere registro).
- Finkelhor, David; Sedlak, Andrea; Hotaling, Gerald T. (1990). Missing, Abducted, Runaway, and Thrownaway Children in America. New York: Officers of Juvenile Justice and Delinquency Prevention. ISBN 0-788-12651-2.
- Halber, Deborah (2015). The Skeleton Crew: How Amateur Sleuths Are Solving America's Coldest Cases. New York: Simon & Schuster. ISBN 978-1-451-65758-6.
- Newton, Michael (2004). The Encyclopedia of Unsolved Crimes. New York: Facts on File. ISBN 978-0-816-07818-9.
- Pettem, Silvia (2013). Cold Case Research: Resources for Unidentified, Missing, and Cold Homicide Cases. Boca Raton: CRC Press. ISBN 978-1-466-57053-5.
- Strand, Ginger (2012). Killer on the Road: Violence and the American Interstate. Austin: University of Texas Press. ISBN 978-0-292-72637-6.
- Taylor, Karen T. (2000). Forensic Art and Illustration. New York: CRC Press. ISBN 978-0-849-38118-8.